# Pisse-en-l'air
Le Pisse-en-l'air est une chute d'eau de l'île de La Réunion, département d'outre-mer français dans le sud-ouest de l'océan Indien. Il se situe sur le territoire de la commune de Saint-André à proximité immédiate du tripoint qu'elle partage avec Bras-Panon et Salazie et en bordure du parc national de La Réunion. Il s'écoule depuis le rempart montagneux formant le versant nord de la vallée creusée par la rivière du Mât, dans laquelle il finit par se jeter, en tombant d'abord directement sur la route de Salazie. Près du site se trouve un point de vue sur la cascade Blanche, une autre chute d'eau située sur le versant sud de la vallée et nettement plus haute que le Pisse-en-l'air.

## Référence
- Laurent Michon, « Ignimbrite soudée et prismée de Salazie », Rapport Technique, Université de La Réunion,‎ 2017 (lire en ligne, consulté le 21 juillet 2023)